# Ochseninseln
Die Ochseninseln (dän. Okseøer) sind zwei kleine dänische Inseln in der Flensburger Förde vor dem Ort Sønderhav. Die Große Ochseninsel (dän: Store Okseø) war bei einer Größe von 11 ha bis 2016 von drei ständigen Einwohnern bewohnt und ist seither verlassen, die Kleine Ochseninsel (dän: Lille Okseø) ist schon lange unbewohnt. Beide Inseln gehören zum Kirchspiel Holebüll (Holbøl Sogn in der Harde Lundtoft Herred (Åbenrå Amt)), ab 1970 zur Kommune Bov (dt. Bau) im Sønderjyllands Amt, die seit der dänischen Kommunalreform zum 1. Januar 2007 in der Aabenraa Kommune in der Region Syddanmark aufgegangen ist.

## Lage
Die Inseln befinden sich in Sichtweite verschiedener Bereiche der Stadt Flensburg. Die Inseln sind insbesondere vom Ostseebad und vom Mürwiker Stadtbezirk und Strandbad Solitüde zu sehen. Des Weiteren sind sie von Meierwik, von Glücksburg (Ostsee) sowie Holnis aus zu erkennen.

## Infrastruktur
Die Große Ochseninsel ist heute prinzipiell wieder landschaftlich nutzbar und hat eine Landfläche von rund 7,5 Hektar. Derzeit ist sie nicht verpachtet. Auf der Insel befanden sich jahrelang ein Campingplatz und eine Gaststätte namens Oens Kro mit 110 überdachten Plätzen. In der Sommersaison konnte die 360 m² große Winterlagerhalle für Veranstaltungen und Konzerte genutzt werden. Auch der Werftbetrieb wurde zeitweilig wieder aufgenommen. Seit 2016 ruhen jedoch alle diese Aktivitäten, und 2019 wurden die Werftgebäude abgerissen.
Entlang der Förde auf dänischer Seite verläuft der Gendarmstien (dt. Gendarmenpfad), ein ehemaliger Kontrollweg der dänischen Grenzpolizei und heute ein Wanderweg, von welchem die Inseln gut sichtbar sind. Die Inseln bieten in ihrem Windschatten einen idealen Ankerplatz für Sportboote. Auf der öffentlich zugänglichen Großen Ochseninsel gibt es aber auch einen kleinen Anleger für die Personenfähre vom Festland, die bis 2015 von April bis September fuhr und schräg gegenüber von Sønderhavs bekanntem Imbiss Annies Kiosk ablegte. Vom Flensburger Hafen aus kommend umrunden mehrere Ausflugsschiffe die Ochseninseln. Außerdem landen Wasserflugzeuge des Sonwiker Unternehmens Clipper Aviation am Strand der großen dänischen Ochseninsel.

## Geschichte der Inseln

### Die beiden Inseln bis zum Ende des Mittelalters
Nach einer bekannten Sage sollen die Ochseninseln aus abfallenden Lehmklumpen vom Schuh eines Riesen entstanden sein, welcher einst versuchte, die Flensburger Förde von Süderhaff (Sønderhav) nach Glücksburg zu überspringen. Der Versuch schlug fehl, da der Riese nicht weit genug sprang und im Wasser landete. Dabei fielen Lehmklumpen von den Schuhen des Riesen, wodurch die Ochseninseln entstanden. Jenseits dieser Sage lassen Funde bereits eine jungsteinzeitliche Besiedelung der Inseln, bald nach ihrer Entstehung nach der Weichsel-Kaltzeit, vermuten.
Die erste schriftliche Erwähnung der Ochseninseln findet sich im Erdbuch des Königs Waldemar II. von Dänemark mit der Bezeichnung „Oxenör minor et major“ im Jahr 1231. Zu dieser Zeit wurde die Insel vermutlich als Weidefläche verwendet: Über den Ochsenweg, der zu dieser Zeit an Flensburg vorbeiführte, wurde damals reger Viehhandel betrieben. Zudem ist die Verwendung der Ochseninseln als Weidefläche der Festung Duburg in Flensburg bekannt, welche 1411 unter Königin Margarethe I. errichtet wurde. Daneben besagt eine lokale Überlieferung, dass Königin Margrethe – die am 28. Oktober 1412 auf einem Schiff auf der Flensburger Förde an den Folgen der Pest verstarb – daraufhin auf einer der beiden Inseln begraben worden sein soll. Das besagte Gerücht einer heimlichen Bestattung der Königin auf der Ochseninsel entstand erst im 19. Jahrhundert, als man auf einer der beiden Inseln ein altes Grab entdeckte.
Im 16. Jahrhundert war das Gebiet rund um die Ochseninseln im Besitz des Herzogs Hans dem Jüngeren. Zu dieser Zeit wurden die Inseln wahrscheinlich auch erstmals dauerhaft bewohnt.

### Die große Ochseninsel (Store Okseø) seit dem 18. Jahrhundert
Zu Beginn des 18. Jahrhunderts soll auf der großen Ochseninsel Bootsbau betrieben worden sein. Die Bewohner der Insel lebten zudem bis zur Sturmflut im Jahre 1872 von der Landwirtschaft und der Fischerei. Im Jahre 1830 wurde die Insel von Gut „Frueskov“ gekauft, welches östlich von Sønderhav liegt. 1845 kaufte der Bootsbauer Lorenz Issack die Insel. Über mehrere Generationen wurde durch die Familie Issack Bootsbau betrieben, so wurden u. a. Klinkerjollen für den Fischfang und als Yachtdingies gebaut, mehrere Grönlandkutter, nordische Folke- und Juniorboote, Drachen und kleinere Segel- und Motoryachten bis 11 m. In den 1970er-Jahren waren auf der Insel vier Bootsbauer aktiv; Christian Isaack, Hans Isaack, Hans-Christian Isaack und später auch Bent Isaack, welcher noch heute als Bootsbauer zusammen mit seinem Sohn Christian in Egernsund tätig ist. 1982 verkaufte Familie Issack die Insel, welche nun im Besitz des Umweltministeriums, der Region Syddanmark und der Kommune Aabenraa ist. Krankheitsbedingt mussten Hans-Christian Isaack (gest. Dezember 2002) und dessen Frau Merete die Insel im Herbst 2002 aufgeben und das Pachtverhältnis auflösen.
Bei einem mittleren Unwetter um das Jahr 1985 herum löste eine schwache Wind- bzw. Wasserhose der Stufe F0/F1 auf der Fujita-Skala einen kleinen Erdrutsch an der Südseite der Großen Ochseninsel aus, wobei ein Teil der dort befindlichen Steilküste in die Flensburger Förde abgetragen wurde. Extreme Wetterverhältnisse im Februar 2010 sorgten für Versorgungsengpässe für Mensch und Tier. Nachdem die Insel 14 Tage wegen Eis und Dauerfrost von der Außenwelt abgeschnitten war, half das Sonwiker Wasserflugunternehmen Clipper Aviation, eine Luftbrücke – die erste in der deutsch-dänischen Geschichte – aufzubauen und den Notstand zu beheben.
Dänemarks staatliche Naturbehörde, Naturstyrelsen, verpachtete 2004 die Große Ochseninsel für 25 Jahre an eine einst fünfköpfige, deutsche Pächtergemeinschaft. Doch schon nach 12 Jahren gaben sie die Bewirtschaftung auf. 2016 verließ der letzte Pächter die Insel, da der Fährbetrieb zuvor von einem Mitpächter eingestellt wurde. Auch wenn der Verpächter daraufhin den Pachtvertrag aufkündigte, ist das Eiland weiterhin öffentlich zugänglich.

### Die kleine Ochseninsel (Lille Okseø) seit dem 19. Jahrhundert

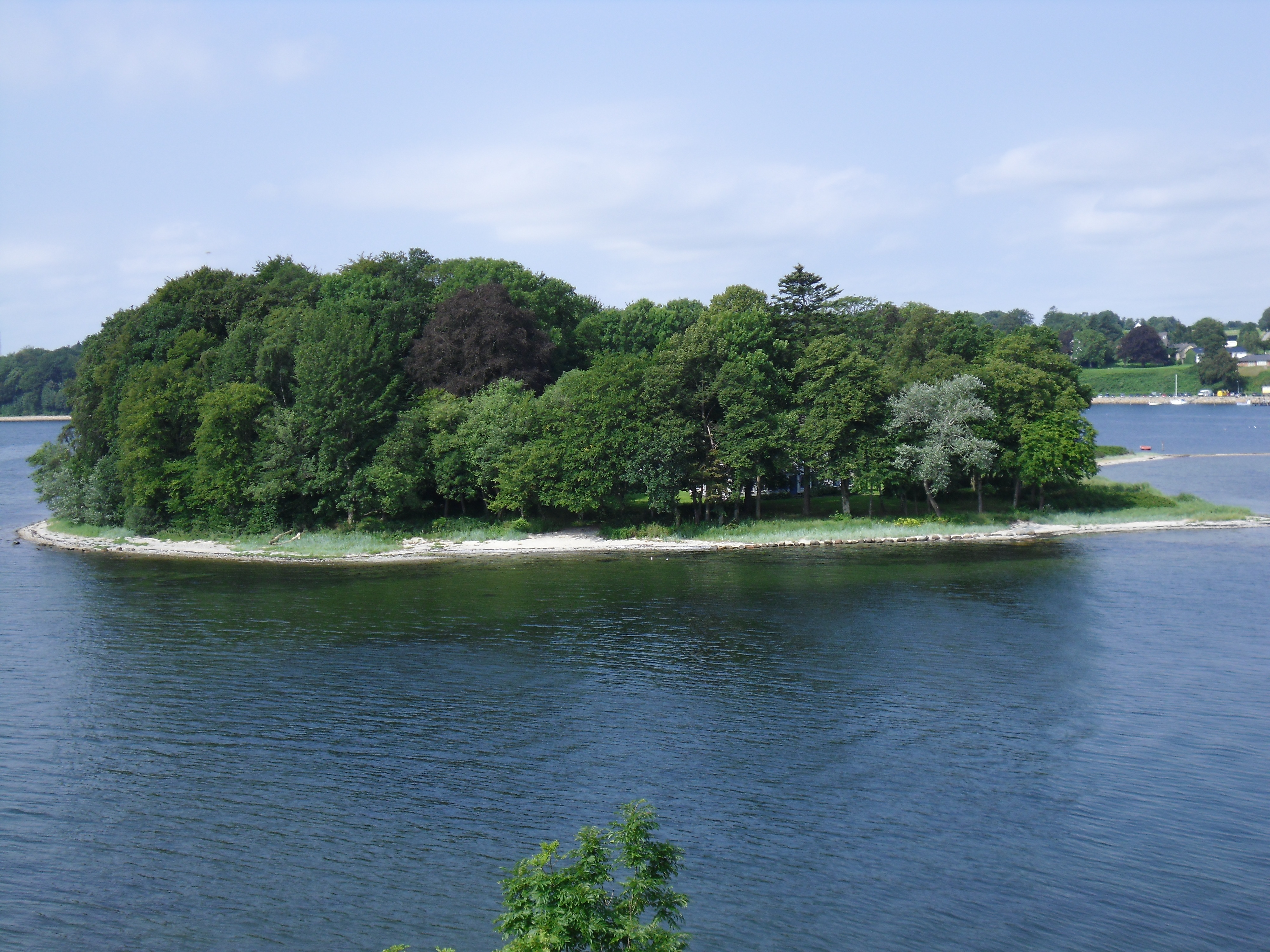
Lille Okseø

Um 1800 wurde auf der kleinen Ochseninsel eine Gaststätte errichtet, die im Sommer geöffnet hatte und von zahlreichen Gästen besucht wurde. Am 13. November 1872 zerstörte eine Sturmflut alle Gebäude der Insel, die Gaststätte wurde schließlich zwangsversteigert. 1881 gelangte die Insel an den Rechtsanwalt und Notar Emil Ebsen aus Flensburg, der die Insel zu seinem Sommerdomizil mit Park umgestaltete und zahlreiche Wege mit Bänken, sowie Vasen und Skulpturen aus der Antike, anlegte. Im Jahre 1919 kaufte Rigmor Bardram Mayer die Insel und verkaufte sie 1933 an den dänischen Staat. 1963 erwarb die Lehrvereinigung Kopenhagen die Insel und errichtete dort ein Schullandheim. Der Park ist heute verschwunden, die Insel ist verwildert.

## Zukunft der Inseln
Die kleine Ochseninsel kann gemietet werden.  Die Zukunft der Großen Ochseninsel ist zurzeit ungewiss, denn nach dem Auszug der letzten zerstrittenen deutschen Pächter und der Auflösung der Pachtverträge 2016 hat die dänische Naturschutzbehörde noch nicht über die weitere Nutzung der Insel entschieden. 2019 wurden die Gebäude auf der Insel abgerissen.

## Verschiedenes
- Anfang des 20. Jahrhunderts soll es Pläne gegeben haben, auf den Ochseninseln, die damals zum Deutschen Reich gehörten, die Marineschule zu errichten.[19]